# Mode Gakuen Cocoon Tower
Mode Gakuen Cocoon Tower (モード学園コクーンタワー, Mōdo gakuen kokūn tawā) és un edifici de 204 metres i 50 pisos que acull centres educatius i està situat al districte de Nishi-Shinjuku a Shinjuku, Tòquio, Japó. L'edifici acull tres institucions educatives: el Tokyo Mode Gakuen (escola professional de moda), el HAL Tokyo (escola especial de tecnologia i disseny) i la Shuto Ikō (escola de medicina). Completada l'octubre de 2008, la torre és el segon edifici educatiu més alt del món i el 17è edifici més alt de Tòquio. Va ser guardonat amb el Gratacel de l'any 2008 per Emporis.

## Disseny
L'escola Mode Gakuen va obrir a concurs un nou projecte per a construir la seva nova seu a Tòquio, estipulant que l'edifici no podia ser rectangular. Uns 50 arquitectes van presentar més de 150 propostes. El guanyador va proposar fer un edifici amb una carcassa corba d'alumini blanc i vidre blau fosc, travessada per una xarxa de línies diagonals blanques. Els arquitectes, Tange Associates, van dir que la seva forma de capoll simbolitza l'alimentació dels estudiants a l'interior; també van dir que volien que l'edifici revitalitzés la zona circumdant i creés una porta d'entrada entre l'estació de Shinjuku i el districte central de negocis de Shinjuku.

## Instal·lacions
La construcció de la Mode Gakuen Cocoon Tower va començar el maig de 2006 i es va completar l'octubre de 2008. És el segon edifici educatiu més alt del món (només superat per l'edifici principal de la Universitat Estatal de Moscou) i va ser el 17è edifici més alt de Tòquio. El campus vertical pot acollir 10.000 persones de les tres escoles de formació professional que ocupen l'edifici. Cada planta de la torre conté tres aules rectangulars que envolten un nucli interior. El nucli interior està format per un ascensor, una escala i un eix de suport. Cada tres pisos, entre les aules es troba un saló d'estudiants de tres plantes i orientat en tres direccions: est, sud-oest i nord-oest.

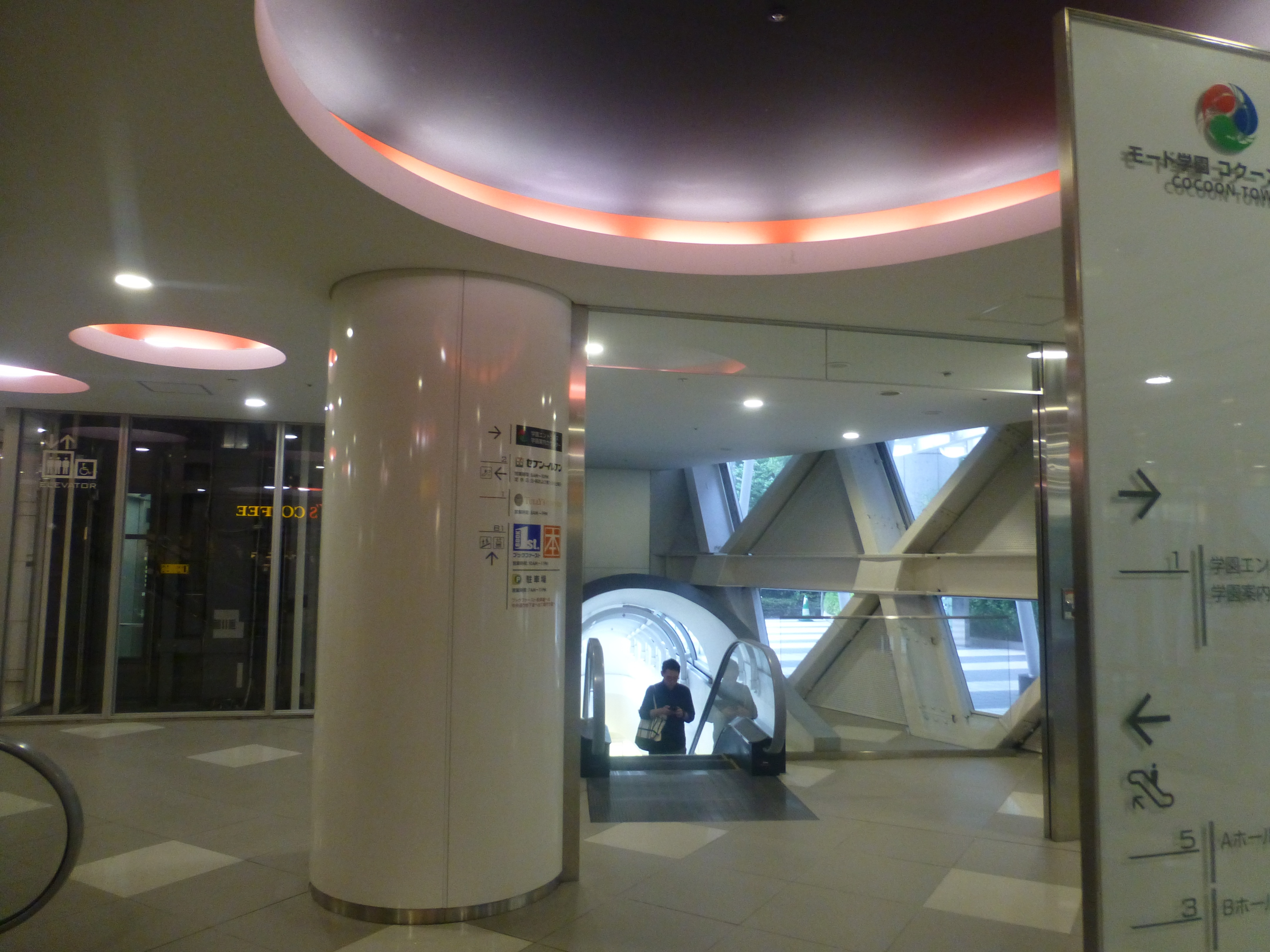
Dins de la torre, 2016
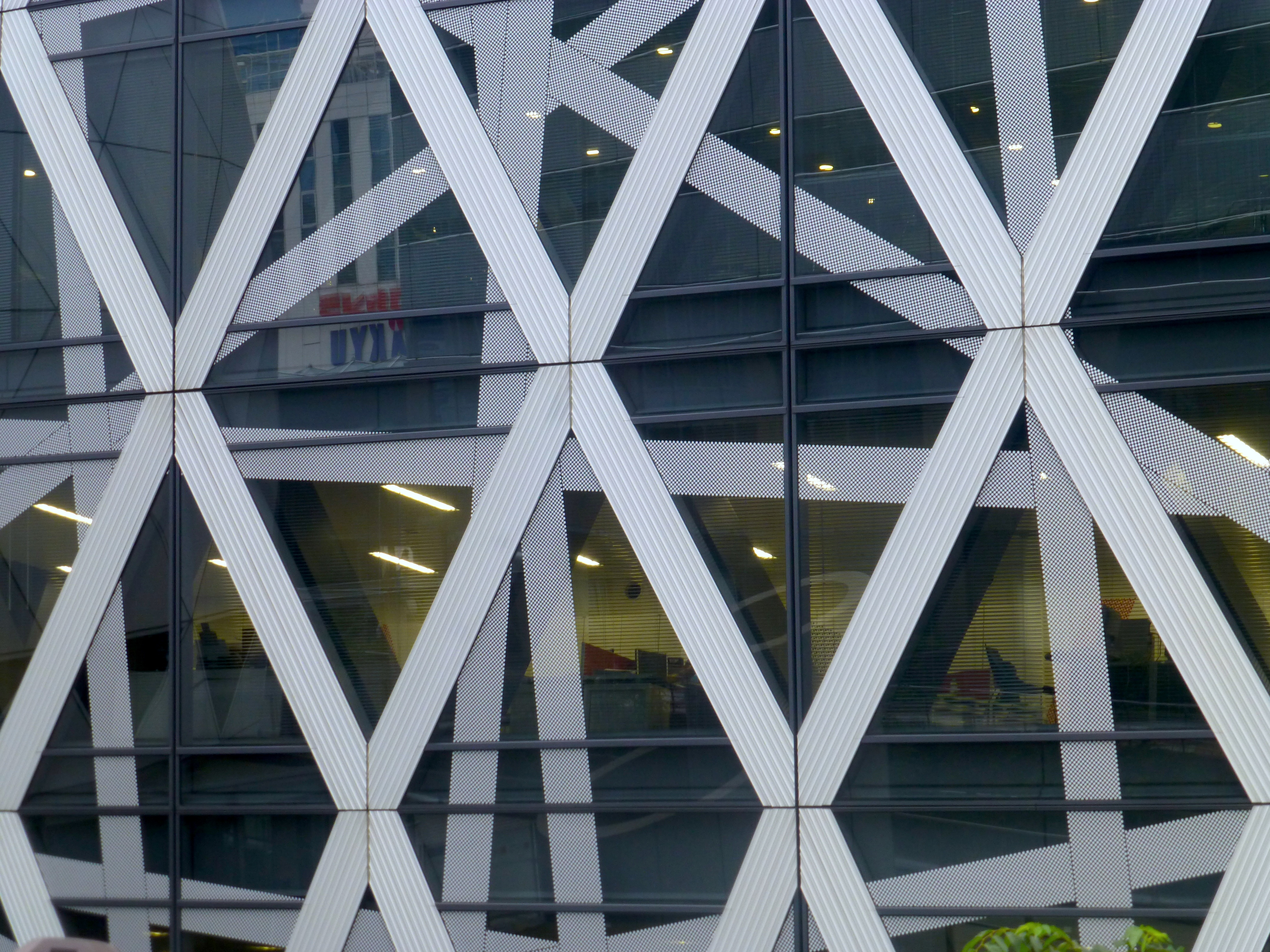
Detall de la façana, 2016
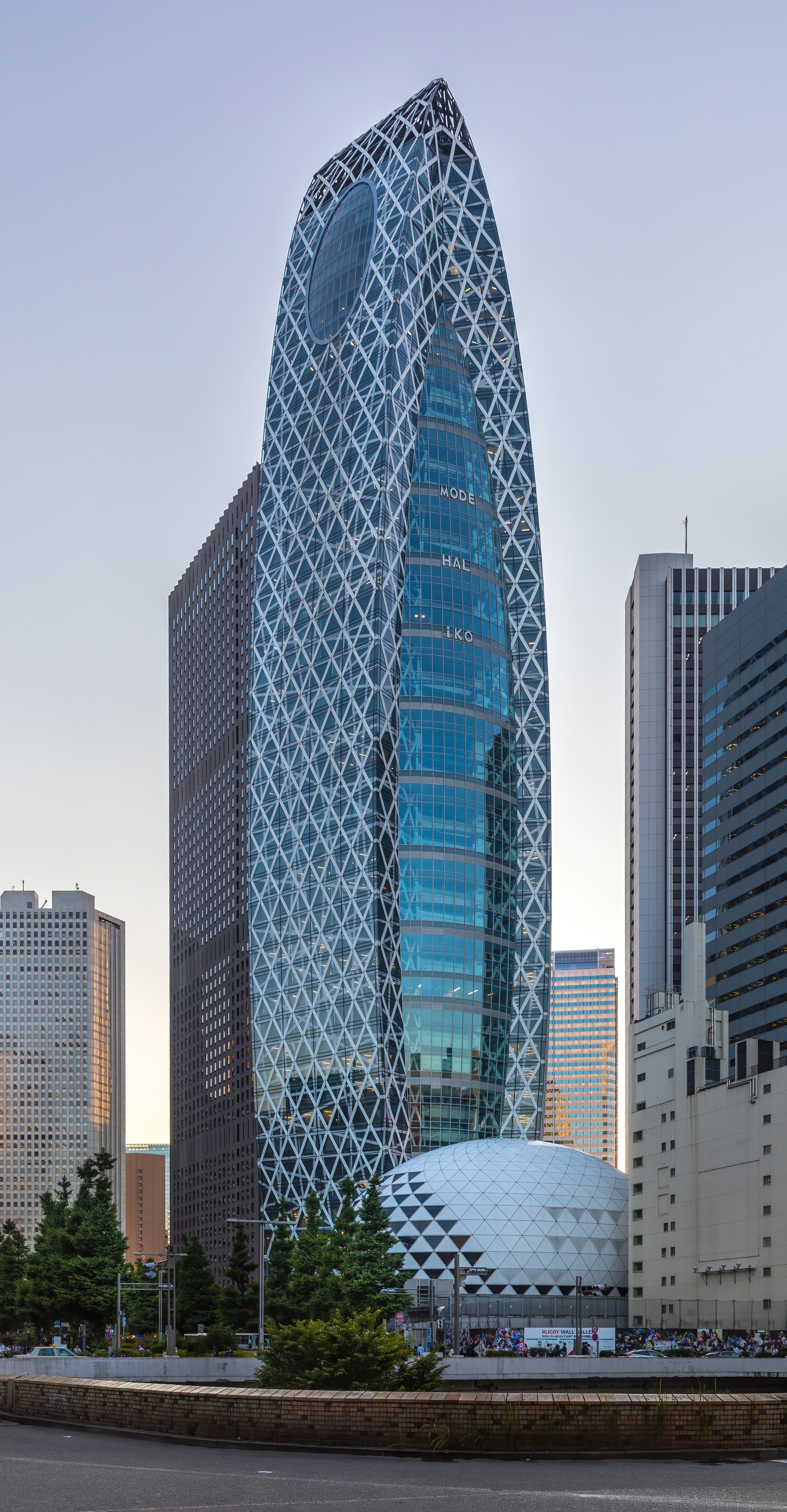
La torre al vespre, 2019
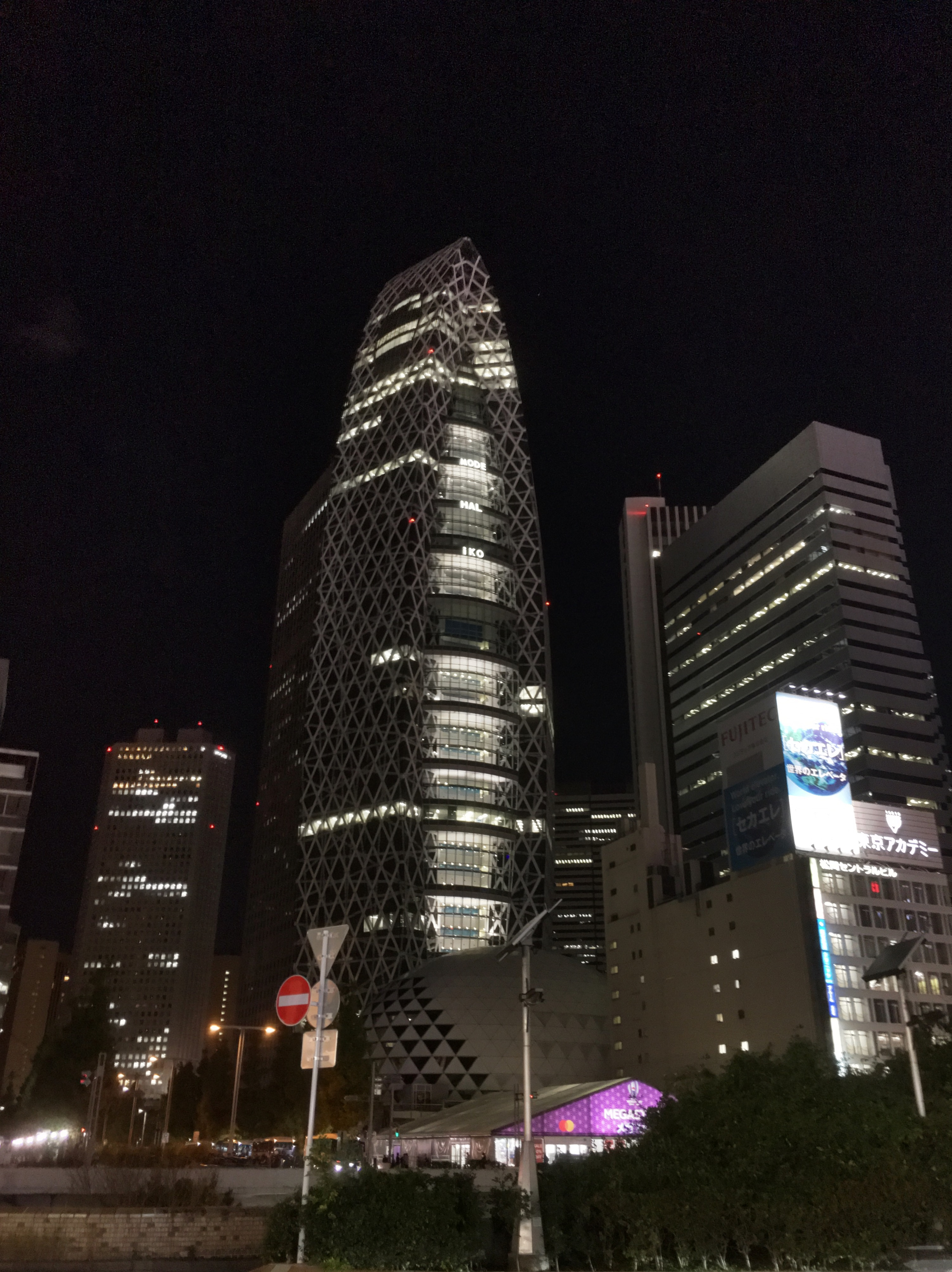
La torre de nit, 2019